# Coalla (département)
Cet article concerne le département et la commune rurale. Pour le village chef-lieu, voir Coalla.
Coalla ou Koalla est un département et une commune rurale de la province de la Gnagna, situé dans la région de l'Est au Burkina Faso.

## Géographie

### Démographie
- En 2003, le département comptait 41 093 habitants estimés[2].
- En 2006, le département comptait 43 370 habitants recensés[3].
- En 2019, le département comptait 86 921 habitants recensés[1].

## Administration

### Villages
Le département et la commune rurale de Coalla (ou Koalla) est administrativement composé de trente-huit villages, dont le village chef-lieu homonyme (données de population consolidées issues du recensement générale de la population de 2006) :
- Baka (550 habitants)
- Bamasgou (1 460 habitants)
- Bambrigoani (379 habitants)
- Bampouringa (1 503 habitants)
- Bani (753 habitants)
- Banidjoari (385 habitants)
- Bombontiangou (1 563 habitants)
- Boudabga (1 190 habitants)
- Boukargou (1 261 habitants)
- Boula (887 habitants)
- Coalla (ou Koalla) (1 385 habitants), chef-lieu
- Darsalam (1 393 habitants)
- Diagourou (1 234 habitants)
- Diankongou (1 038 habitants)
- Didiemba (1 510 habitants)
- Dielkou (1 054 habitants)
- Doyana (1 036 habitants)
- Fantiangou (631 habitants)
- Ganta (2 673 habitants)
- Gnimpiéma (837 habitants)
- Goulmodjo (1 000 habitants)
- Goundou (682 habitants)
- Kierga (1 412 habitants)
- Kontiandi (1 135 habitants)
- Lamoana (512 habitants)
- Mossadéni (1 058 habitants)
- Neiba (766 habitants)
- Poka (1 822 habitants)
- Samboandi (2 393 habitants)
- Santiari (990 habitants)
- Soula (3 626 habitants)
- Takou (459 habitants)
- Tankori (491 habitants)
- Thiongori (271 habitants)
- Thiouré (978 habitants)
- Tihandéni (899 habitants)
- Tindangou (530 habitants)
- Yassougou (651 habitants)